# Javiera Pavez
Javiera Pavez (Concepción, 16 de abril de 1993) es una arquitecta chilena, investigadora, docente universitaria y activista por los derechos de las mujeres. Es experta en gobernanza urbana, justicia espacial, hábitat popular y urbanismo feminista. Actualmente es académica de la Facultad de Educación y Humanidades de la Universidad del Bío-Bío.

## Biografía
Nació en 1993 en Concepción, donde realizó parte de su educación primaria, mientras que sus estudios secundarios los cursó en Chiguayante. En el año 2021 se tituló de arquitecta por la Universidad del Bío-Bío y posteriormente realizó una maestría en Gestión y Desarrollo Habitacional en la Universidad Nacional de Córdoba, donde enfocó sus estudios en temáticas en torno al derecho de las mujeres a la ciudad.

## Carrera profesional

### Academia
Ha participado en distintos foros, seminarios, congresos, asambleas territoriales e investigaciones. Fue la creadora del Taller Género y Territorio, primera en su tipo en la Universidad del Bío-Bío, donde se aborda el entendimiento del espacio urbano desde las epistemologías feministas.

## Investigación
Es reconocida como una de las investigadoras chilenas que aborda estudios urbanos desde el feminismo. Su área de investigación se ha centrado en la divulgación y sensibilización sobre la percepción de seguridad de las mujeres en espacios públicos, las disputas territoriales en torno a la vivienda y la ciudad desde la perspectiva de las mujeres en Chile.

## Libros
- Javiera Pavez;  Luis Darmendrail;  Andrés Saavedra;  Gustavo Burgos (2019). Creadoras: mujeres arquitectas del Biobío (1950 - 2000).

## Publicaciones
Pavez Estrada, Javiera; Retamal Quijada, Florencia (2021). «La lucha urbana por la reconquista y la redefinición del espacio público en América Latina.». Urbano 24 (44): 98-111.
Pavez, Javiera; Oviedo, Claudi (2022). «Mujeres en los procesos participativos de reurbanización del hábitat popular: alcances del urbanismo feminista en la Reurbanización de Villa 20 en Buenos Aires, Argentina». Seminario Internacional de Investigación en Urbanismo.